# Canadian Open
För tennistävlingen med detta namn, se Canada Masters.
Canadian Open är en professionell golftävling som årligen spelas i Kanada och som spelades första gången 1904 – med undantag för tiden under första och andra världskriget – vilket gör att det är den tredje äldsta tävlingen på PGA-Touren, efter The Open och U.S Open.

## Tävlingen
Länge var Canadian Open ansedd som golfvärldens tredje mest prestigefyllda tävling att vinna, och eftersom den var öppen gav det möjlighet för amerikanska spelare att kvala in i den. Två spelare har lyckats vinna de tre "opens", det vill säga även US Open och British Open, under samma säsong; Tiger Woods år 2000 samt Lee Trevino år 1971. Canadian Open anses även vara den mest prestigefyllda tävlingen Jack Nicklaus aldrig vann; han erhöll 7 stycken andra platser. De tre högst rankade spelarna på Mackenzie Tour–PGA Tour Canada Order of Merit inför tävlingen blir erbjudna att delta.. Mellan åren 1988 och 2007 hölls tävlingen i september, men sedan FedEx Cup startade, flyttades tävlingen till juli månad och vinnare ges en inbjudan till US Masters året därpå. 

## Arrangörsbanor
Glen Abbey Golf Course, designad av Jack Nicklaus 1976, har varit värd åt flest mästerskap med 27 stycken år 2017. Idén var att banan skulle vara en permanent värd åt mästerskapet, men under 1990-talet så beslutade Royal Canadian Golf Association att tävlingen bör alternera mellan olika golfbanor runt om i Kanada. 
Royal Montreal Golf Club var värd åt den första upplagan av mästerskapet 1904 och har sedan dess varit värd totalt 9 gånger.

## Mästerskapets titlar
| År                   | Titlar             |
| -------------------- | ------------------ |
| 1904–1993, 2006–2007 | Canadian Open      |
| 1994–2005            | Bell Canadian Open |
| 2008–idag            | RBC Canadian Open  |

## Vinnare
colspan=6 rowspan=2 align=center 

colspan=6

| År                                         | Segrare                                | Resultat | Mot par | Segermarginal | Runner(s)-up                                         | Golfbana                             |
| ------------------------------------------ | -------------------------------------- | -------- | ------- | ------------- | ---------------------------------------------------- | ------------------------------------ |
| 2021                                       | Inställt på grund av covid-19-pandemin |          |         |               |                                                      |                                      |
| 2020                                       |                                        |          |         |               |                                                      |                                      |
| 2019                                       | Rory McIlroy                           | 258      | –22     | 7 slag        | Shane Lowry Webb Simpson                             | Hamilton Golf and Country Club       |
| 2018                                       | Dustin Johnson                         | 265      | –23     | 3 slag        | An Byeong-hun Kim Meen-whee                          | Glen Abbey Golf Course               |
| 2017                                       | Jhonattan Vegas (2)                    | 267      | –21     | Särspel       | Charley Hoffman                                      | Glen Abbey Golf Course               |
| 2016                                       | Jhonattan Vegas                        | 276      | −12     | 1 slag        | Dustin Johnson Martin Laird Jon Rahm                 | Glen Abbey Golf Course               |
| 2015                                       | Jason Day                              | 271      | −17     | 1 slag        | Bubba Watson                                         | Glen Abbey Golf Course               |
| 2014                                       | Tim Clark                              | 263      | −17     | 1 slag        | Jim Furyk                                            | Royal Montreal Golf Club             |
| 2013                                       | Brandt Snedeker                        | 272      | −16     | 3 slag        | Jason Bohn Dustin Johnson Matt Kuchar William McGirt | Glen Abbey Golf Course               |
| 2012                                       | Scott Piercy                           | 263      | −17     | 1 slag        | Robert Garrigus William McGirt                       | Hamilton Golf and Country Club       |
| 2011                                       | Sean O'Hair                            | 276      | −4      | Särspel       | Kris Blanks                                          | Shaughnessy Golf & Country Club      |
| 2010                                       | Carl Pettersson                        | 266      | −14     | 1 slag        | Dean Wilson                                          | St. George's Golf and Country Club   |
| 2009                                       | Nathan Green                           | 270      | −18     | Särspel       | Retief Goosen                                        | Glen Abbey Golf Course               |
| 2008                                       | Chez Reavie                            | 267      | −17     | 3 slag        | Billy Mayfair                                        | Glen Abbey Golf Course               |
| 2007                                       | Jim Furyk (2)                          | 268      | −16     | 1 slag        | Vijay Singh                                          | Angus Glen Golf Club (North Course)  |
| 2006                                       | Jim Furyk                              | 266      | −14     | 1 slag        | Bart Bryant                                          | Hamilton Golf and Country Club       |
| 2005                                       | Mark Calcavecchia                      | 275      | −5      | 1 slag        | Ben Crane Ryan Moore                                 | Shaughnessy Golf & Country Club      |
| 2004                                       | Vijay Singh                            | 275      | −9      | Särspel       | Mike Weir                                            | Glen Abbey Golf Course               |
| 2003                                       | Bob Tway                               | 272      | −8      | Särspel       | Brad Faxon                                           | Hamilton Golf and Country Club       |
| 2002                                       | John Rollins                           | 272      | −16     | Särspel       | Neal Lancaster Justin Leonard                        | Angus Glen Golf Club (South Course)  |
| 2001                                       | Scott Verplank                         | 266      | −14     | 3 slag        | Bob Estes Joey Sindelar                              | Royal Montreal Golf Club             |
| 2000                                       | Tiger Woods                            | 266      | −22     | 1 slag        | Grant Waite                                          | Glen Abbey Golf Course               |
| 1999                                       | Hal Sutton                             | 275      | −13     | 3 slag        | Dennis Paulson                                       | Glen Abbey Golf Course               |
| 1998                                       | Billy Andrade                          | 275      | −13     | Särspel       | Bob Friend                                           | Glen Abbey Golf Course               |
| 1997                                       | Steve Jones (2)                        | 275      | −5      | 1 slag        | Greg Norman                                          | Royal Montreal Golf Club             |
| 1996                                       | Dudley Hart                            | 202      | −14     | 1 slag        | David Duval                                          | Glen Abbey Golf Course               |
| 1995                                       | Mark O'Meara                           | 274      | −14     | Särspel       | Bob Lohr                                             | Glen Abbey Golf Course               |
| 1994                                       | Nick Price (2)                         | 275      | −13     | 1 slag        | Mark Calcavecchia                                    | Glen Abbey Golf Course               |
| 1993                                       | David Frost                            | 279      | −9      | 1 slag        | Fred Couples                                         | Glen Abbey Golf Course               |
| 1992                                       | Greg Norman (2)                        | 280      | −8      | Särspel       | Bruce Lietzke                                        | Glen Abbey Golf Course               |
| 1991                                       | Nick Price                             | 273      | −15     | 1 slag        | David Edwards                                        | Glen Abbey Golf Course               |
| 1990                                       | Wayne Levi                             | 278      | −10     | 1 slag        | Ian Baker-Finch Jim Woodward                         | Glen Abbey Golf Course               |
| 1989                                       | Steve Jones                            | 271      | −17     | 2 slag        | Clark Burroughs Mark Calcavecchia Mike Hulbert       | Glen Abbey Golf Course               |
| 1988                                       | Ken Green                              | 275      | −13     | 1 slag        | Bill Glasson Scott Verplank                          | Glen Abbey Golf Course               |
| 1987                                       | Curtis Strange (2)                     | 276      | −12     | 3 slag        | David Frost Jodie Mudd Nick Price                    | Glen Abbey Golf Course               |
| 1986                                       | Bob Murphy                             | 280      | −8      | 3 slag        | Greg Norman                                          | Glen Abbey Golf Course               |
| 1985                                       | Curtis Strange                         | 279      | −9      | 2 slag        | Jack Nicklaus Greg Norman                            | Glen Abbey Golf Course               |
| 1984                                       | Greg Norman                            | 278      | −10     | 2 slag        | Jack Nicklaus                                        | Glen Abbey Golf Course               |
| 1983                                       | John Cook                              | 277      | −7      | Särspel       | Johnny Miller                                        | Glen Abbey Golf Course               |
| 1982                                       | Bruce Lietzke (2)                      | 277      | −7      | 2 slag        | Hal Sutton                                           | Glen Abbey Golf Course               |
| 1981                                       | Peter Oosterhuis                       | 280      | −4      | 1 slag        | Bruce Lietzke Jack Nicklaus Andy North               | Glen Abbey Golf Course               |
| 1980                                       | Bob Gilder                             | 274      | −6      | 2 slag        | Jerry Pate Leonard Thompson                          | Royal Montreal Golf Club             |
| 1979                                       | Lee Trevino (3)                        | 281      | −3      | 3 slag        | Ben Crenshaw                                         | Glen Abbey Golf Course               |
| 1978                                       | Bruce Lietzke                          | 283      | −1      | 1 slag        | Pat McGowan                                          | Glen Abbey Golf Course               |
| 1977                                       | Lee Trevino (2)                        | 280      | −8      | 4 slag        | Peter Oosterhuis                                     | Glen Abbey Golf Course               |
| 1976                                       | Jerry Pate                             | 267      | −13     | 4 slag        | Jack Nicklaus                                        | Essex Golf & Country Club            |
| 1975                                       | Tom Weiskopf (2)                       | 274      | −6      | Särspel       | Jack Nicklaus                                        | Royal Montreal Golf Club             |
| 1974                                       | Bobby Nichols                          | 270      | −10     | 4 slag        | John Schlee Larry Ziegler                            | Mississaugua Golf & Country Club     |
| 1973                                       | Tom Weiskopf                           | 278      | −6      | 2 slag        | Forrest Fezler                                       | Richelieu Valley Golf & Country Club |
| 1972                                       | Gay Brewer                             | 275      | −9      | 1 slag        | Sam Adams Dave Hill                                  | Cherry Hill Club                     |
| 1971                                       | Lee Trevino                            | 275      | −13     | Särspel       | Art Wall, Jr.                                        | Richelieu Valley Golf & Country Club |
| 1970                                       | Kermit Zarley                          | 279      | −9      | 3 slag        | Gibby Gilbert                                        | London Hunt & Country Club           |
| 1969                                       | Tommy Aaron                            | 275      | −13     | Särspel       | Sam Snead                                            | Pine Grove Golf & Country Club       |
| 1968                                       | Bob Charles                            | 274      | −6      | 2 slag        | Jack Nicklaus                                        | St. George's Golf and Country Club   |
| 1967                                       | Billy Casper                           | 279      | −5      | Särspel       | Art Wall, Jr.                                        | Montreal Municipal Golf Club         |
| 1966                                       | Don Massengale                         | 280      | −4      | 3 slag        | Chi-Chi Rodríguez                                    | Shaughnessy Golf & Country Club      |
| 1965                                       | Gene Littler                           | 273      | −7      | 1 slag        | Jack Nicklaus                                        | Mississaugua Golf & Country Club     |
| 1964                                       | Kel Nagle                              | 277      | −11     | 2 slag        | Arnold Palmer                                        | Pine Grove Golf & Country Club       |
| 1963                                       | Doug Ford (2)                          | 280      | −4      | 1 slag        | Al Geiberger                                         | Scarboro Golf and Country Club       |
| 1962                                       | Ted Kroll                              | 278      | −10     | 2 slag        | Charlie Sifford                                      | Le Club Laval-sur-le-Lac             |
| 1961                                       | Jacky Cupit                            | 270      | −10     | 5 slag        | Buster Cupit Dow Finsterwald Bobby Nichols           | Niakwa Country Club                  |
| 1960                                       | Art Wall, Jr.                          | 269      | −19     | 6 slag        | Bob Goalby Jay Hebert                                | St. George's Golf and Country Club   |
| 1959                                       | Doug Ford                              | 276      | −12     | 2 slag        | Dow Finsterwald Art Wall, Jr. Bo Wininger            | Islesmere Golf & Country Club        |
| 1958                                       | Wes Ellis                              | 267      | −13     | 1 slag        | Jay Hebert                                           | Royal Mayfair Golf & Country Club    |
| 1957                                       | George Bayer                           | 271      | −13     | 2 slag        | Bo Wininger                                          | Westmount Golf and Country Club      |
| 1956                                       | Doug Sanders (a)                       | 273      | −11     | Särspel       | Dow Finsterwald                                      | Beaconsfield Golf Club               |
| 1955                                       | Arnold Palmer                          | 265      | −23     | 4 slag        | Jack Burke, Jr.                                      | Weston Golf and Country Club         |
| 1954                                       | Pat Fletcher                           | 280      | −8      | 4 slag        | Gordie Brydson Bill Welch                            | Point Grey Golf Club                 |
| 1953                                       | Dave Douglas                           | 273      | −11     | 1 slag        | Wally Ulrich                                         | Scarboro Golf and Country Club       |
| 1952                                       | Johnny Palmer                          | 263      | −25     | 11 slag       | Fred Haas Dick Mayer                                 | St. Charles Country Club             |
| 1951                                       | Jim Ferrier (2)                        | 273      | −7      | 2 slag        | Fred Hawkins Ed Oliver                               | Mississaugua Golf & Country Club     |
| 1950                                       | Jim Ferrier                            | 271      | −17     | 3 slag        | Ted Kroll                                            | Royal Montreal Golf Club             |
| 1949                                       | E. J. Harrison                         | 271      | −17     | 4 slag        | Jim Ferrier                                          | St. George's Golf and Country Club   |
| 1948                                       | Charles Congdon                        | 280      | −4      | 3 slag        | Vic Ghezzi Ky Laffoon Dick Metz                      | Shaughnessy Golf & Country Club      |
| 1947                                       | Bobby Locke                            | 268      | −16     | 2 slag        | Ed Oliver                                            | Scarboro Golf and Country Club       |
| 1946                                       | George Fazio                           | 278      | −6      | Särspel       | Dick Metz                                            | Beaconsfield Golf Club               |
| 1945                                       | Byron Nelson                           | 280      | −8      | 4 slag        | Herman Barron                                        | Thornhill Golf Club                  |
| 1943–44: Inställt på grund av World War II |                                        |          |         |               |                                                      |                                      |
| 1942                                       | Craig Wood                             | 275      | −13     | 4 slag        | Mike Turnesa                                         | Mississaugua Golf & Country Club     |
| 1941                                       | Sam Snead (3)                          | 274      | −6      | 2 slag        | Bob Gray, Jr.                                        | Lambton Golf Club                    |
| 1940                                       | Sam Snead (2)                          | 281      | −3      | Särspel       | Jug McSpaden                                         | Scarboro Golf and Country Club       |
| 1939                                       | Jug McSpaden                           | 282      | +2      | 5 slag        | Ralph Guldahl                                        | Riverside Country Club               |
| 1938                                       | Sam Snead                              | 277      | −11     | Särspel       | Harry Cooper                                         | Mississaugua Golf & Country Club     |
| 1937                                       | Harry Cooper (2)                       | 285      | +5      | 2 slag        | Ralph Guldahl                                        | St. Andrews Club                     |
| 1936                                       | Lawson Little                          | 271      | −9      | 8 slag        | Jimmy Thomson                                        | St. Andrews Club                     |
| 1935                                       | Gene Kunes                             | 280      | −8      | 2 slag        | Vic Ghezzi                                           | Summerlea Golf Club                  |
| 1934                                       | Tommy Armour (3)                       | 287      | −1      | 2 slag        | Ky Laffoon                                           | Lakeview Golf Club                   |
| 1933                                       | Joe Kirkwood Sr.                       | 282      | −2      | 8 slag        | Harry Cooper Lex Robson                              | St. George's Golf and Country Club   |
| 1932                                       | Harry Cooper                           | 290      | +2      | 3 slag        | Al Watrous                                           | Ottawa Hunt and Golf Club            |
| 1931                                       | Walter Hagen                           | 292      | +4      | Särspel       | Percy Alliss                                         | Mississaugua Golf & Country Club     |
| 1930                                       | Tommy Armour (2)                       | 273      | −7      | Särspel       | Leo Diegel                                           | Hamilton Golf and Country Club       |
| 1929                                       | Leo Diegel (4)                         | 274      | −6      | 3 slag        | Tommy Armour                                         | Kanawaki Golf Club                   |
| 1928                                       | Leo Diegel (3)                         | 282      | −2      | 2 slag        | Archie Compston Walter Hagen Macdonald Smith         | Rosedale Golf Club                   |
| 1927                                       | Tommy Armour                           | 288      | E       | 1 slag        | Macdonald Smith                                      | Toronto Golf Club                    |
| 1926                                       | Macdonald Smith                        | 283      | +3      | 3 slag        | Gene Sarazen                                         | Royal Montreal Golf Club             |
| 1925                                       | Leo Diegel (2)                         | 295      | +11     | 2 slag        | Mike Brady                                           | Lambton Golf Club                    |
| 1924                                       | Leo Diegel                             | 285      | +1      | 2 slag        | Gene Sarazen                                         | Mt. Bruno Golf Club                  |
| 1923                                       | Clarence Hackney                       | 295      | +7      | 5 slag        | Tom Kerrigan                                         | Lakeview Golf Club                   |
| 1922                                       | Al Watrous                             | 303      | +19     | 1 slag        | Tom Kerrigan                                         | Mt. Bruno Golf Club                  |
| 1921                                       | William Trovinger                      | 293      | +5      | 3 slag        | Mike Brady                                           | Toronto Golf Club                    |
| 1920                                       | James Douglas Edgar(2)                 | 298      | +10     | Särspel       | Tommy Armour (a) Charlie Murray                      | Rivermead Golf Club                  |
| 1919                                       | James Douglas Edgar                    | 278      | −2      | 16 slag       | Jim Barnes Bobby Jones (a) Karl Keffer               | Hamilton Golf and Country Club       |
| 1915–18: Inställt på grund av World War I  |                                        |          |         |               |                                                      |                                      |
| 1914                                       | Karl Keffer (2)                        | 300      | +12     | 1 slag        | George Cumming                                       | Toronto Golf Club                    |
| 1913                                       | Albert Murray (2)                      | 295      | +15     | 6 slag        | Jack Burke Sr. Nicol Thompson                        | Royal Montreal Golf Club             |
| 1912                                       | George Sargent                         | 299      | +19     | 1 slag        | Jim Barnes                                           | Rosedale Golf Club                   |
| 1911                                       | Charlie Murray (2)                     | 314      | +26     | 2 slag        | Davie Black                                          | Royal Ottawa Golf Club               |
| 1910                                       | Daniel Kenny                           | 303      | +19     | 4 slag        | George Lyon (a)                                      | Lambton Golf Club                    |
| 1909                                       | Karl Keffer                            | 309      | +21     | 3 slag        | George Cumming                                       | Toronto Golf Club                    |
| 1908                                       | Albert Murray                          | 300      | +20     | 4 slag        | George Sargent                                       | Royal Montreal Golf Club             |
| 1907                                       | Percy Barrett                          | 306      | +22     | 2 slag        | George Cumming                                       | Lambton Golf Club                    |
| 1906                                       | Charlie Murray                         | 170      | +26     | 1 slag        | George Cumming Tom Reith (a) Alex Robertson          | Royal Ottawa Golf Club               |
| 1905                                       | George Cumming                         | 148      | +8      | 3 slag        | Percy Barrett                                        | Toronto Golf Club                    |
| 1904                                       | Jack Oke                               | 156      | +16     | 2 slag        | Percy Barrett                                        | Royal Montreal Golf Club             |